# Punta Rossa
Punta Rossa är en bergstopp i Schweiz.   Den ligger i regionen Viamala och kantonen Graubünden, i den sydöstra delen av landet, 150 km öster om huvudstaden Bern. Toppen på Punta Rossa är 2 986 meter över havet, eller 140 meter över den omgivande terrängen. Bredden vid basen är 1,0 km.
Terrängen runt Punta Rossa är huvudsakligen bergig, men den allra närmaste omgivningen är kuperad. Runt Punta Rossa är det ganska glesbefolkat, med 22 invånare per kvadratkilometer.. Närmaste större samhälle är Mesocco, 16,6 km sydväst om Punta Rossa. 
Trakten runt Punta Rossa består i huvudsak av gräsmarker.